# Brian Goodman
Brian Goodman (Boston, 1 juni 1963) is een Amerikaans acteur, filmregisseur en scenarioschrijver.

## Carrière
Goodman begon in 1998 met acteren in de film Snitch, waarna hij nog meerdere rollen speelde in films en televisieseries. Hij is vooral bekend van zijn rol als hoofdinspecteur Sean Cavanaugh in de televisieserie Rizzoli & Isles (2010-2014) waar hij in 42 afleveringen speelde.

## Filmografie

### Films
Uitgezonderd korte films.
- 2022 Caralique - als Dale Lewis
- 2020 Clover - als Dominic
- 2017 Black Butterfly - als vrachtwagenchauffeur / agent Rothwell
- 2011 Sal - als rechercheur Tankersley
- 2010 Sympathy for Delicious - als Jacko
- 2008 What Doesn't Kill You - als Pat Kelly
- 2007 Kings of South Beach - als Jim Hawke
- 2007 Finishing the Game: The Search for a New Bruce Lee - als TJ
- 2006 The Dog Problem - als Joe de beveiliger
- 2006 The Fast and the Furious: Tokyo Drift - als majoor Boswell
- 2006 Annapolis - als Bill Huard
- 2005 Munich - als oorlogszuchtige Amerikaan
- 2004 Capital City - als ??
- 2002 Catch Me If You Can - als moteleigenaar
- 2001 The Last Castle - als Beaupre
- 2001 Scenes of the Crime - als Trevor
- 2001 Blow - als beveiliger Gus
- 2001 Orphan - als oom Bill
- 2000 The Black Rose - als ??
- 2000 Just One Night - als gedaagde
- 1999 In Dreams - als politieman in politieauto
- 1998 Southie - als Monk
- 1998 Snitch - als Gavin

### Televisieseries
Uitgezonderd eenmalige gastrollen.
- 2023 Fatal Attraction - als rthur Tomlinson - 8 afl.
- 2016-2017 Chance - als rechercheur Kevin Hynes - 13 afl.
- 2015-2016 Aquarius - als Joe Wilson - 6 afl.
- 2010-2014 Rizzoli & Isles - als hoofdinspecteur Sean Cavanaugh - 42 afl.
- 2012-2013 The Mob Doctor - als Eddie Nolan - 2 afl.
- 2011-2012 Revenge - als Carl Porter - 4 afl.
- 2011 Castle - als Gary McCallister - 2 afl.
- 2007 Lost - als Ryan Pryce - 3 afl.
- 2007 Eyes - als Jimmy Doyle - 2 afl.
- 2003-2005 Line of Fire - als Donovan Stubbin - 13 afl.
- 2003 24 - als Raymond O'Hara - 2 afl.

### Filmregisseur
- 2022 Last Seen Alive - film
- 2017 Black Butterfly - film
- 2008 What Doesn't Kill You - film

### Scenarioschrijver
- 2008 What Doesn't Kill You - film

- Bibliothèque nationale de France: cb16518496z (data)
- Gemeinsame Normdatei: 143329154
- International Standard Name Identifier: 0000 0001 2052 4440
- Library of Congress Control Number: ns2014001722
- Nationale Bibliotheek van Tsjechië: xx0220907
- Système universitaire de documentation: 254467504
- Virtual International Authority File: 171471826
- WorldCat: E39PBJymDGJwcv74cc8FhxhbVC